# Čižman
Čižman je priimek v Sloveniji, ki so ga po podatkih SURS-a na dan 1. januarja 2010 uporabljale 103 osebe.

## Znani nosilci priimka
- Albin Čižman starejši (1937—2020), kajakaš
- Albin Čižman (*1965), kajakaš
- Anton Edvard Čižman (1821—1874), pravnik in geograf
- Boštjan Čižman, hokejist
- Josip Čižman (1820—1894), cerkvenopravni zgodovinar in jezikoslovec, univ. profesor
- Luka Čižman (*1997), kajakaš
- Špela Čižman, filmska muzealka
- Tomaž Čižman (*1965), alpski smučar
- Vincenc Čižman (1922—2000), strojnik in metalurg, univ. profesor